# Großer Preis von Deutschland 1985

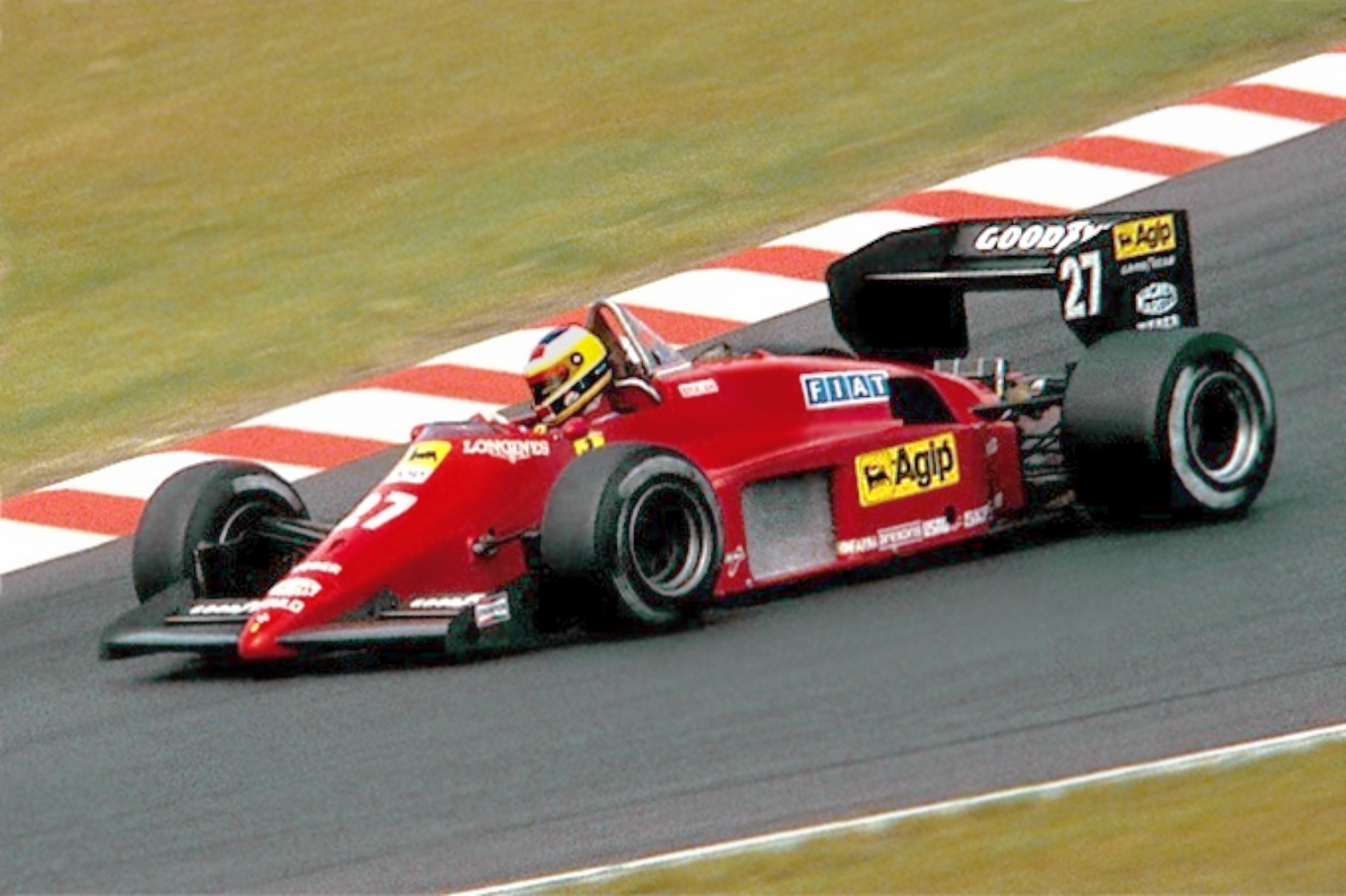
Der spätere Rennsieger Michele Alboreto beim Training zum GP von Deutschland 1985 im Ferrari 156/85

Der Große Preis von Deutschland 1985 (offiziell XLVII Großer Preis von Deutschland) fand am 4. August auf dem Nürburgring in Nürburg statt und war das neunte Rennen der Formel-1-Weltmeisterschaft 1985.

## Berichte

### Hintergrund
Nachdem die Formel-1-Premiere auf der Grand-Prix-Strecke des Nürburgrings im Vorjahr in Form des Großen Preises von Europa stattgefunden hatte, wurde 1985 erstmals seit 1976 wieder ein Großer Preis von Deutschland in der Eifel veranstaltet. Es blieb allerdings vorerst bei einer Ausnahme, denn in den Folgejahren wurde das Rennen wieder auf dem Hockenheimring ausgetragen. Erst im Jahr 2009 wurde der Nürburgring erneut Austragungsort des deutschen Weltmeisterschaftslaufs.
Renault setzte in dem Rennen einen dritten Werkswagen für François Hesnault ein, der allerdings nach neuem Reglement nicht punkteberechtigt war. Es war das letzte Mal, dass ein Formel-1-Team mit mehr als zwei Wagen an einem Grand Prix teilnahm. Um gewissermaßen außer Konkurrenz starten zu können, entschlossen sich die Verantwortlichen zu einem Experiment und ließen erstmals eine Onboard-Kamera auf einem Formel-1-Wagen montieren, die während des Rennens Live-Bilder übertragen sollte. Diese Kamera war ein im Vergleich zu heutiger Technik relativ klobiges Gerät. Früher wurden solche Kameras lediglich vereinzelt während der Trainings eingesetzt. Sie verfügten jedoch nicht über die Technik der Liveübertragung, sondern zeichneten die Bilder lediglich auf.
Bei Osella gab es kurzfristig eine Umbesetzung gegenüber dem ausgedruckten Programm: Piercarlo Ghinzani musste seinen Platz zugunsten des Paydrivers Huub Rothengatter räumen.

### Training
Toleman-Pilot Teo Fabi überraschte die Fachwelt nicht nur durch das Erreichen der Pole-Position, sondern vor allem dadurch, dass er seine beste Runde um nahezu 1,2 Sekunden schneller absolvierte als der in der Startaufstellung zweitplatzierte Stefan Johansson auf Ferrari. McLaren-Pilot Alain Prost und Keke Rosberg auf Williams bildeten die zweite Startreihe vor dem Lotus von Ayrton Senna und dem Brabham von Nelson Piquet. Somit befanden sich sechs unterschiedliche Fahrzeuge auf den ersten sechs Startplätzen.
Da es samstags regnete, qualifizierten sich alle Piloten bis auf Pierluigi Martini mit ihren während des ersten Qualifikationstrainings am Freitag erzielten Rundenzeiten.

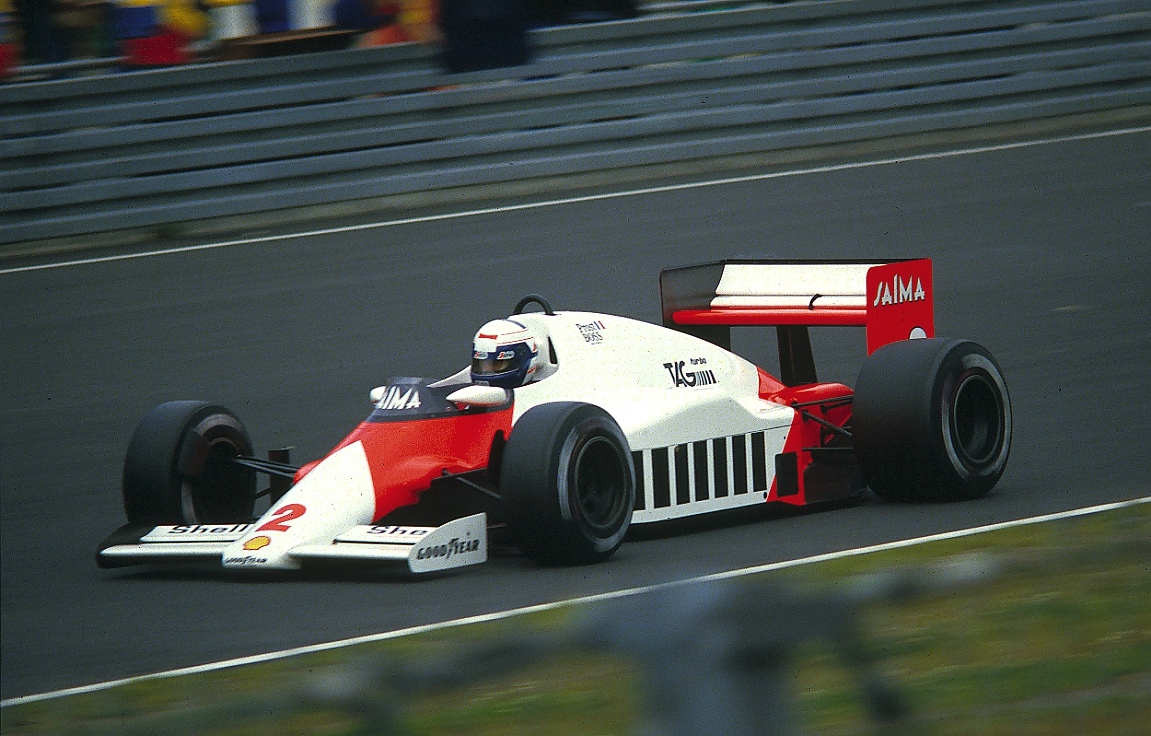
Alain Prost im McLaren MP4/2B beim Training zum GP von Deutschland 1985

### Rennen
Fabi startete schlecht, sodass zunächst Johansson die Führung übernahm, jedoch bereits in der ersten Kurve auf der Außenbahn von Rosberg und nahezu gleichzeitig von Senna auf der Innenbahn überholt wurde. Michele Alboreto versuchte Senna auf der Innenbahn zu folgen, kollidierte dabei aber mit seinem Teamkollegen Johansson, wobei sein Frontflügel an dessen Wagen einen Reifenschaden auslöste.

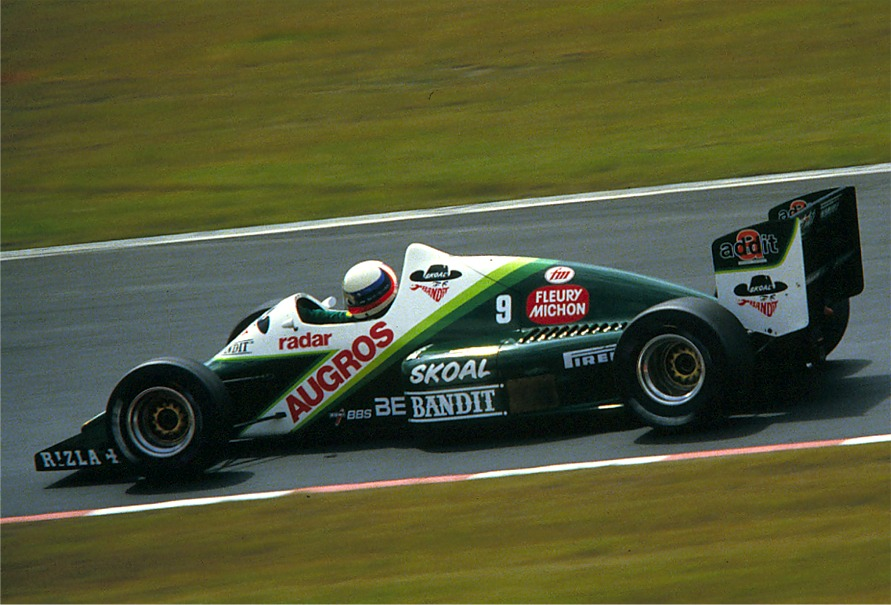
Manfred Winkelhock im RAM auf dem Nürburgring beim Training zum GP von Deutschland 1985

Am Ende der ersten Runde lag Rosberg vor Senna und Alboreto sowie Elio de Angelis, Prost, Piquet, Nigel Mansell und Fabi. In der dritten Runde zog Mansell an Piquet vorbei. Daraufhin blieb die Reihenfolge der ersten acht bis zum 16. Umlauf konstant. Dann übernahm Senna die Spitze, musste allerdings zehn Runden später wegen einer gebrochenen Antriebswelle aufgeben. Kurz zuvor war bereits Piquet mit einem technischen Problem ausgeschieden. Fabi und de Angelis folgten kurz darauf.
Rosberg konnte die Führung bis zur 45. Runde verteidigen und wurde dann sowohl von Alboreto als auch von Prost überholt. Auf den zu diesem Zeitpunkt viertplatzierten Mansell holte Jacques Laffite rasch auf. Zwischen der 56. und 64. Runde duellierten sich die beiden um den vierten Rang, wobei die Positionen mehrfach wechselten. Rosberg hatte das Rennen unterdessen mit Bremsproblemen aufgeben müssen.
Am Ende wurde Laffite Dritter hinter Alboreto und Prost. Mansell fiel in der Schlussphase durch einen Schaden am Turbolader auf den sechsten Rang hinter Thierry Boutsen und Niki Lauda zurück.
Manfred Winkelhock schied bereits in der achten Runde mit Motorschaden aus. Zu diesem Zeitpunkt war noch nicht klar, dass es sein letzter Grand Prix sein sollte. Er starb gut eine Woche nach dem Rennen nach einem Unfall beim 1000-km-Rennen von Mosport.

## Meldeliste

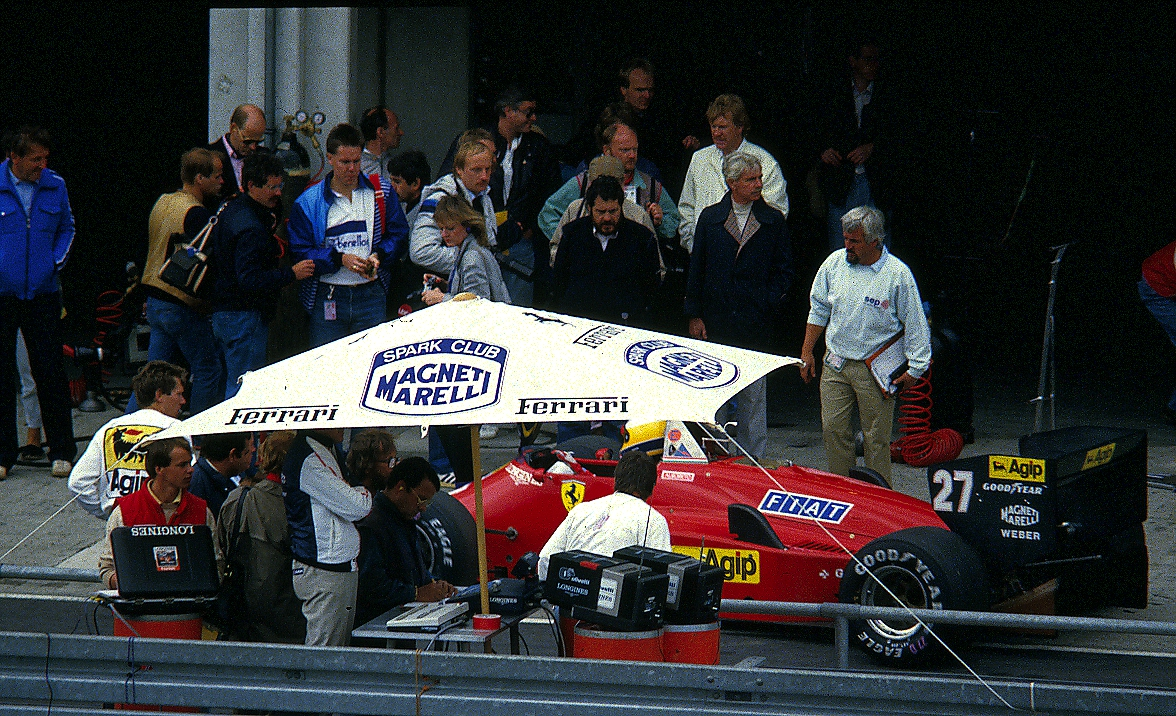
Alboreto während des Trainings an der Box

| Team                           | Nr. | Fahrer             | Chassis          | Motor                         | Reifen |
| ------------------------------ | --- | ------------------ | ---------------- | ----------------------------- | ------ |
| Marlboro McLaren International | 01  | Niki Lauda         | McLaren MP4/2B   | TAG/Porsche TTE PO1 1.5 V6t   | G      |
| Marlboro McLaren International | 02  | Alain Prost        | McLaren MP4/2B   | TAG/Porsche TTE PO1 1.5 V6t   | G      |
| Tyrrell Racing Organisation    | 03  | Stefan Bellof      | Tyrrell 014      | Renault EF4B 1.5 V6t          | G      |
| Tyrrell Racing Organisation    | 04  | Martin Brundle     | Tyrrell 012      | Ford Cosworth DFY 3.0 V8      | G      |
| Canon Williams Honda Team      | 05  | Nigel Mansell      | Williams FW10    | Honda RA163-E 1.5 V6t         | G      |
| Canon Williams Honda Team      | 06  | Keke Rosberg       | Williams FW10    | Honda RA163-E 1.5 V6t         | G      |
| Motor Racing Developments      | 07  | Nelson Piquet      | Brabham BT54     | BMW M12/13 1.5 L4t            | P      |
| Motor Racing Developments      | 08  | Marc Surer         | Brabham BT54     | BMW M12/13 1.5 L4t            | P      |
| Skoal Bandit Formula 1 Team    | 09  | Manfred Winkelhock | RAM 03           | Hart 415T 1.5 L4t             | P      |
| Skoal Bandit Formula 1 Team    | 10  | Philippe Alliot    | RAM 03           | Hart 415T 1.5 L4t             | P      |
| John Player Special Team Lotus | 11  | Elio de Angelis    | Lotus 97T        | Renault EF4 1.5 V6t           | G      |
| John Player Special Team Lotus | 12  | Ayrton Senna       | Lotus 97T        | Renault EF4 1.5 V6t           | G      |
| Équipe Renault Elf             | 14  | François Hesnault  | Renault RE60     | Renault EF4B 1.5 V6t          | G      |
| Équipe Renault Elf             | 15  | Patrick Tambay     | Renault RE60B    | Renault EF15 1.5 V6t          | G      |
| Équipe Renault Elf             | 16  | Derek Warwick      | Renault RE60B    | Renault EF15 1.5 V6t          | G      |
| Barclay Arrows BMW             | 17  | Gerhard Berger     | Arrows A8        | BMW M12/13 1.5 L4t            | G      |
| Barclay Arrows BMW             | 18  | Thierry Boutsen    | Arrows A8        | BMW M12/13 1.5 L4t            | G      |
| Toleman Group Motorsport       | 19  | Teo Fabi           | Toleman TG185    | Hart 415T 1.5 L4t             | P      |
| Benetton Team Alfa Romeo       | 22  | Riccardo Patrese   | Alfa Romeo 184TB | Alfa Romeo 890T 1.5 V8t       | G      |
| Benetton Team Alfa Romeo       | 23  | Eddie Cheever      | Alfa Romeo 184TB | Alfa Romeo 890T 1.5 V8t       | G      |
| Osella Squadra Corse           | 24  | Huub Rothengatter  | Osella FA1G      | Alfa Romeo 890T 1.5 V8t       | P      |
| Équipe Ligier                  | 25  | Andrea de Cesaris  | Ligier JS25      | Renault EF4B 1.5 V6t          | P      |
| Équipe Ligier                  | 26  | Jacques Laffite    | Ligier JS25      | Renault EF4B 1.5 V6t          | P      |
| Scuderia Ferrari SpA SEFAC     | 27  | Michele Alboreto   | Ferrari 156/85   | Ferrari 031 1.5 V6t           | G      |
| Scuderia Ferrari SpA SEFAC     | 28  | Stefan Johansson   | Ferrari 156/85   | Ferrari 031 1.5 V6t           | G      |
| Minardi F1 Team                | 29  | Pierluigi Martini  | Minardi M185     | Motori Moderni 615-90 1.5 V6t | P      |
| West Zakspeed Racing           | 30  | Jonathan Palmer    | Zakspeed 841     | Zakspeed 1500/4 1.5 L4t       | G      |

## Klassifikationen

### Qualifying
| Pos. | Fahrer             | Konstrukteur           | Qualifikationstraining 1 | Qualifikationstraining 1 | Qualifikationstraining 2 | Qualifikationstraining 2 | Start |
| Pos. | Fahrer             | Konstrukteur           | Zeit                     | Ø-Geschwindigkeit        | Zeit                     | Ø-Geschwindigkeit        | Start |
| ---- | ------------------ | ---------------------- | ------------------------ | ------------------------ | ------------------------ | ------------------------ | ----- |
| 01   | Teo Fabi           | Toleman-Hart           | 1:17,429                 | 211,177 km/h             | keine Zeit               | –                        | 01    |
| 02   | Stefan Johansson   | Ferrari                | 1:18,616                 | 207,988 km/h             | 1:46,919                 | 152,931 km/h             | 02    |
| 03   | Alain Prost        | McLaren-TAG-Porsche    | 1:18,725                 | 207,700 km/h             | 1:43,088                 | 158,614 km/h             | 03    |
| 04   | Keke Rosberg       | Williams-Honda         | 1:18,781                 | 207,553 km/h             | 1:39,547                 | 164,256 km/h             | 04    |
| 05   | Ayrton Senna       | Lotus-Renault          | 1:18,792                 | 207,524 km/h             | 1:36,471                 | 169,493 km/h             | 05    |
| 06   | Nelson Piquet      | Brabham-BMW            | 1:18,802                 | 207,497 km/h             | 1:49,347                 | 149,535 km/h             | 06    |
| 07   | Elio de Angelis    | Lotus-Renault          | 1:19,120                 | 206,663 km/h             | 1:29,714                 | 182,259 km/h             | 07    |
| 08   | Michele Alboreto   | Ferrari                | 1:19,194                 | 206,470 km/h             | 1:41,490                 | 161,111 km/h             | 08    |
| 09   | Riccardo Patrese   | Alfa Romeo             | 1:19,338                 | 206,095 km/h             | keine Zeit               | –                        | 09    |
| 10   | Nigel Mansell      | Williams-Honda         | 1:19,475                 | 205,740 km/h             | 1:42,050                 | 160,227 km/h             | 10    |
| 11   | Marc Surer         | Brabham-BMW            | 1:19,558                 | 205,526 km/h             | 1:38,330                 | 166,289 km/h             | 11    |
| 12   | Niki Lauda         | McLaren-TAG-Porsche    | 1:19,652                 | 205,283 km/h             | 1:44,330                 | 156,726 km/h             | 12    |
| 13   | Jacques Laffite    | Ligier-Renault         | 1:19,656                 | 205,273 km/h             | keine Zeit               | –                        | 13    |
| 14   | Andrea de Cesaris  | Ligier-Renault         | 1:19,738                 | 205,062 km/h             | 1:39,623                 | 164,131 km/h             | 14    |
| 15   | Thierry Boutsen    | Arrows-BMW             | 1:19,781                 | 204,951 km/h             | 1:54,674                 | 142,589 km/h             | 15    |
| 16   | Patrick Tambay     | Renault                | 1:19,917                 | 204,602 km/h             | 1:33,373                 | 175,117 km/h             | 16    |
| 17   | Gerhard Berger     | Arrows-BMW             | 1:20,666                 | 202,703 km/h             | 1:41,131                 | 161,683 km/h             | 17    |
| 18   | Eddie Cheever      | Alfa Romeo             | 1:21,074                 | 201,682 km/h             | 1:32,376                 | 177,007 km/h             | 18    |
| 19   | Stefan Bellof      | Tyrrell-Renault        | 1:21,219                 | 201,322 km/h             | keine Zeit               | –                        | 19    |
| 20   | Derek Warwick      | Renault                | 1:21,237                 | 201,278 km/h             | 1:46,473                 | 153,571 km/h             | 20    |
| 21   | Philippe Alliot    | RAM-Hart               | 1:22,017                 | 199,364 km/h             | keine Zeit               | –                        | 21    |
| 22   | Manfred Winkelhock | RAM-Hart               | 1:22,607                 | 197,940 km/h             | 1:51,109                 | 147,164 km/h             | 22    |
| 23   | François Hesnault  | Renault                | 1:23,161                 | 196,621 km/h             | keine Zeit               | –                        | 23    |
| 24   | Jonathan Palmer    | Zakspeed               | 1:24,217                 | 194,156 km/h             | 1:51,833                 | 146,211 km/h             | 24    |
| 25   | Huub Rothengatter  | Osella-Alfa Romeo      | 1:26,478                 | 189,079 km/h             | keine Zeit               | –                        | 25    |
| 26   | Martin Brundle     | Tyrrell-Ford           | 1:27,621                 | 186,613 km/h             | 1:47,820                 | 151,653 km/h             | 26    |
| 27   | Pierluigi Martini  | Minardi-Motori Moderni | keine Zeit               | –                        | 1:40,506                 | 162,689 km/h             | 27    |

### Rennen
| Pos. | Fahrer             | Konstrukteur           | Runden | Stopps | Zeit        | Start | Schnellste Runde |
| ---- | ------------------ | ---------------------- | ------ | ------ | ----------- | ----- | ---------------- |
| 01   | Michele Alboreto   | Ferrari                | 67     | 1      | 1:35:31,337 | 08    | 1:24,112 (57.)   |
| 02   | Alain Prost        | McLaren-TAG-Porsche    | 67     | 0      | + 11,661    | 03    | 1:23,810 (51.)   |
| 03   | Jacques Laffite    | Ligier-Renault         | 67     | 0      | + 51,154    | 13    | 1:24,820 (36.)   |
| 04   | Thierry Boutsen    | Arrows-BMW             | 67     | 1      | + 55,279    | 15    | 1:23,652 (57.)   |
| 05   | Niki Lauda         | McLaren-TAG-Porsche    | 67     | 1      | + 1:13,972  | 12    | 1:22,806 (53.)   |
| 06   | Nigel Mansell      | Williams-Honda         | 67     | 0      | + 1:16,820  | 10    | 1:24,486 (05.)   |
| 07   | Gerhard Berger     | Arrows-BMW             | 66     | 0      | + 1 Runde   | 17    | 1:25,555 (05.)   |
| 08   | Stefan Bellof      | Tyrrell-Renault        | 66     | 1      | + 1 Runde   | 19    | 1:24,476 (54.)   |
| 09   | Stefan Johansson   | Ferrari                | 66     | 1      | + 1 Runde   | 02    | 1:24,185 (16.)   |
| 10   | Martin Brundle     | Tyrrell-Ford           | 63     | 1      | + 4 Runden  | 26    | 1:28,197 (63.)   |
| 11   | Pierluigi Martini  | Minardi-Motori Moderni | 62     | 0      | DNF         | 27    | 1:28,341 (38.)   |
| 12   | Keke Rosberg       | Williams-Honda         | 61     | 1      | DNF         | 04    | 1:23,481 (59.)   |
| –    | Eddie Cheever      | Alfa Romeo             | 45     | 1      | DNF         | 18    | 1:24,937 (39.)   |
| –    | Elio de Angelis    | Lotus-Renault          | 40     | 0      | DNF         | 07    | 1:24,515 (33.)   |
| –    | Huub Rothengatter  | Osella-Alfa Romeo      | 32     | 0      | DNF         | 25    | 1:29,263 (31.)   |
| –    | Teo Fabi           | Toleman-Hart           | 29     | 0      | DNF         | 01    | 1:24,354 (25.)   |
| –    | Ayrton Senna       | Lotus-Renault          | 26     | 0      | DNF         | 05    | 1:24,270 (20.)   |
| –    | Derek Warwick      | Renault                | 25     | 0      | DNF         | 20    | 1:26,496 (05.)   |
| –    | Nelson Piquet      | Brabham-BMW            | 23     | 0      | DNF         | 06    | 1:25,132 (19.)   |
| –    | Patrick Tambay     | Renault                | 19     | 0      | DNF         | 16    | 1:25,502 (18.)   |
| –    | Marc Surer         | Brabham-BMW            | 15     | 0      | DNF         | 11    | 1:26,204 (06.)   |
| –    | Manfred Winkelhock | RAM-Hart               | 8      | 0      | DNF         | 22    | 1:26,691 (07.)   |
| –    | François Hesnault  | Renault                | 8      | 0      | DNF         | 23    | 1:28,671 (06.)   |
| –    | Riccardo Patrese   | Alfa Romeo             | 8      | 1      | DNF         | 09    | 1:25,854 (05.)   |
| –    | Philippe Alliot    | RAM-Hart               | 8      | 4      | DNF         | 21    | 1:28,424 (07.)   |
| –    | Jonathan Palmer    | Zakspeed               | 7      | 0      | DNF         | 24    | 1:30,543 (05.)   |
| –    | Andrea de Cesaris  | Ligier-Renault         | 0      | 0      | DNF         | 14    | –                |

## WM-Stände nach dem Rennen
Die ersten sechs des Rennens bekamen 9, 6, 4, 3, 2 bzw. 1 Punkt(e). In der Fahrerwertung wurden die besten elf Resultate, in der Konstrukteurswertung alle Resultate gewertet.

### Fahrerwertung
| Pos. | Fahrer           | Konstrukteur           | Punkte |
| ---- | ---------------- | ---------------------- | ------ |
| 01   | Michele Alboreto | Ferrari                | 46     |
| 02   | Alain Prost      | McLaren-TAG-Porsche    | 41     |
| 03   | Elio de Angelis  | Lotus-Renault          | 26     |
| 04   | Keke Rosberg     | Williams-Honda         | 18     |
| 05   | Stefan Johansson | Ferrari / Tyrrell-Ford | 16     |
| 06   | Nelson Piquet    | Brabham-BMW            | 13     |
| 07   | Patrick Tambay   | Renault                | 11     |
| 08   | Jacques Laffite  | Ligier-Renault         | 10     |
| 09   | Thierry Boutsen  | Arrows-BMW             | 9      |
| 10   | Ayrton Senna     | Lotus-Renault          | 9      |
| 11   | Nigel Mansell    | Williams-Honda         | 6      |
| 12   | Niki Lauda       | McLaren-TAG-Porsche    | 5      |
| 13   | Derek Warwick    | Renault                | 4      |
| 14   | Stefan Bellof    | Tyrrell-Ford           | 4      |
| 15   | René Arnoux      | Ferrari                | 3      |

| Pos. | Fahrer             | Konstrukteur          | Punkte |
| ---- | ------------------ | --------------------- | ------ |
| 16   | Andrea de Cesaris  | Ligier-Renault        | 3      |
| 17   | Marc Surer         | Brabham-BMW           | 1      |
| 18   | Martin Brundle     | Tyrrell-Ford          | 0      |
| 19   | Gerhard Berger     | Arrows-BMW            | 0      |
| 20   | Eddie Cheever      | Alfa Romeo            | 0      |
| 21   | Riccardo Patrese   | Alfa Romeo            | 0      |
| 22   | Piercarlo Ghinzani | Osella-Alfa Romeo     | 0      |
| 23   | Philippe Alliot    | RAM-Hart              | 0      |
| 24   | Jonathan Palmer    | Zakspeed              | 0      |
| 25   | Pierluigi Martini  | Minardi-Ford          | 0      |
| 26   | Manfred Winkelhock | RAM-Hart              | 0      |
| 27   | Teo Fabi           | Toleman-Hart          | 0      |
| –    | François Hesnault  | Brabham-BMW / Renault | 0      |
| –    | Mauro Baldi        | Spirit-Hart           | 0      |
| –    | Huub Rothengatter  | Osella-Alfa Romeo     | 0      |

### Konstrukteurswertung
| Pos. | Konstrukteur        | Punkte |
| ---- | ------------------- | ------ |
| 01   | Ferrari             | 65     |
| 02   | McLaren-TAG-Porsche | 46     |
| 03   | Lotus-Renault       | 35     |
| 04   | Williams-Honda      | 24     |
| 05   | Renault             | 15     |
| 06   | Brabham-BMW         | 14     |
| 07   | Ligier-Renault      | 13     |
| 08   | Arrows-BMW          | 9      |

| Pos. | Konstrukteur      | Punkte |
| ---- | ----------------- | ------ |
| 09   | Tyrrell-Ford      | 4      |
| 10   | Alfa Romeo        | 0      |
| 11   | Osella-Alfa Romeo | 0      |
| 12   | RAM-Hart          | 0      |
| 13   | Zakspeed          | 0      |
| 14   | Minardi-Ford      | 0      |
| 15   | Toleman-Hart      | 0      |
| –    | Spirit-Hart       | 0      |